# Xerraire cellablanc
El xerraire cellablanc (Pterorhinus sannio) és un ocell de la família dels leiotríquids (Leiothrichidae).

## Hàbitat i distribució
Habita zones obertes, terres de conreu, bambú i matolls de les terres baixes i turons al nord-est de l'Índia al nord de les muntanyes Cachar, Manipur i Nagaland, nord-est, centre i est de Myanmar, centre i sud-est de la Xina des del sud-est de Kansu, sud de Shensi, sud-oest de Hupeh, nord-est de Hunan, Kiangsi i Fukien cap al sud fins l'est de Szechwan, Yunnan, Kwangsi, Kwangtung i Hainan, nord de Laos i nord del Vietnam a Tonquín i nord d'Annam.